# Chinese kuifstern
De Chinese kuifstern (Thalasseus bernsteini, ook wel Sterna bernsteini) is een stern die voorkomt op de Matsu-archipel en de Filipijnen. De vogel werd in november 1861 door Heinrich Agathon Bernstein verzameld op Halmahera en in 1863 door Hermann Schlegel geldig beschreven en naar Bernstein vernoemd.

## Kenmerken
De Chinese kuifstern is 42 centimeter lang en bereikt een spanwijdte van 94 centimeter. Het is een vrij grote sternensoort met een diep gevorkte staart. De mannetjes en vrouwtjes zien er hetzelfde uit. De Chinese kuifstern heeft een witte hals, onderzijde, stuit en staart. De mantel en het grootste deel van de vleugel zijn vaalgrijs, waarbij de uiteinden van de handpennen donkerder van kleur zijn. De ogen zijn donkerbruin en de poten zwart. In het broedseizoen is de bovenzijde van de kop en de kuif op de kop zwart. Buiten het seizoen is alleen de kruin zwart waarbij er wat witte strepen daardoorheen lopen. Twee derde van de snavel is geel en de overige een derde zwart is. Buiten het broedseizoen is het uiterste puntje van de snavel weer geel. De Chinese kuifstern is te onderscheiden van de grote kuifstern en andere grote sternen door de gele snavel met het zwarte uiteinde.

## Verspreiding en leefgebied
De Chinese kuifstern werd tot niet zo lang geleden beschouwd als een mogelijk uitgestorven vogelsoort. In 2000 werd echter een kleine kolonie van vier paartjes ontdekt op een eiland in de Matsu-archipel, vlak voor de kust van China. Buiten het broedseizoen overwinteren deze vogels in het zeegebied tussen Borneo, de Filipijnen en Taiwan. Verder was de soort bekend van vijf waarnemingen langs de Chinese oostkust.

## Status als bedreigde diersoort
Volgens publicaties uit 2013 schommelt het aantal bekende broedparen sterk. In 2004 werden 26 paren geteld en in 2012 slechts 12, in 2014 echter 43. Men veronderstelt dat het totaal aantal volwassen individuen van de wereldpopulatie ligt tussen de 30 en 50 vogels. Op de kleine onbewoonde eilanden worden door vissers uit de omgeving steeds vaker eieren van zeevogels verzameld. Dit vormt de grootste bedreiging voor deze sterns, naast allerlei aantastingen in het kustgebied door de aanleg van infrastructuur voor stedelijke ontwikkeling. Om deze redenen staat de Chinese kuifstern als ernstig bedreigd (kritiek) op de Rode Lijst van de IUCN.